# Ministério da Igualdade Racial
Ministério da Igualdade Racial (MIR) do Brasil é o órgão da administração pública direta do Governo federal competente para planejar, coordenar e executar políticas públicas de promoção da igualdade racial e combate ao racismo em caráter nacional. A atual ministra de estado que chefia esta pasta ministerial é a jornalista fluminense Anielle Franco.

## História

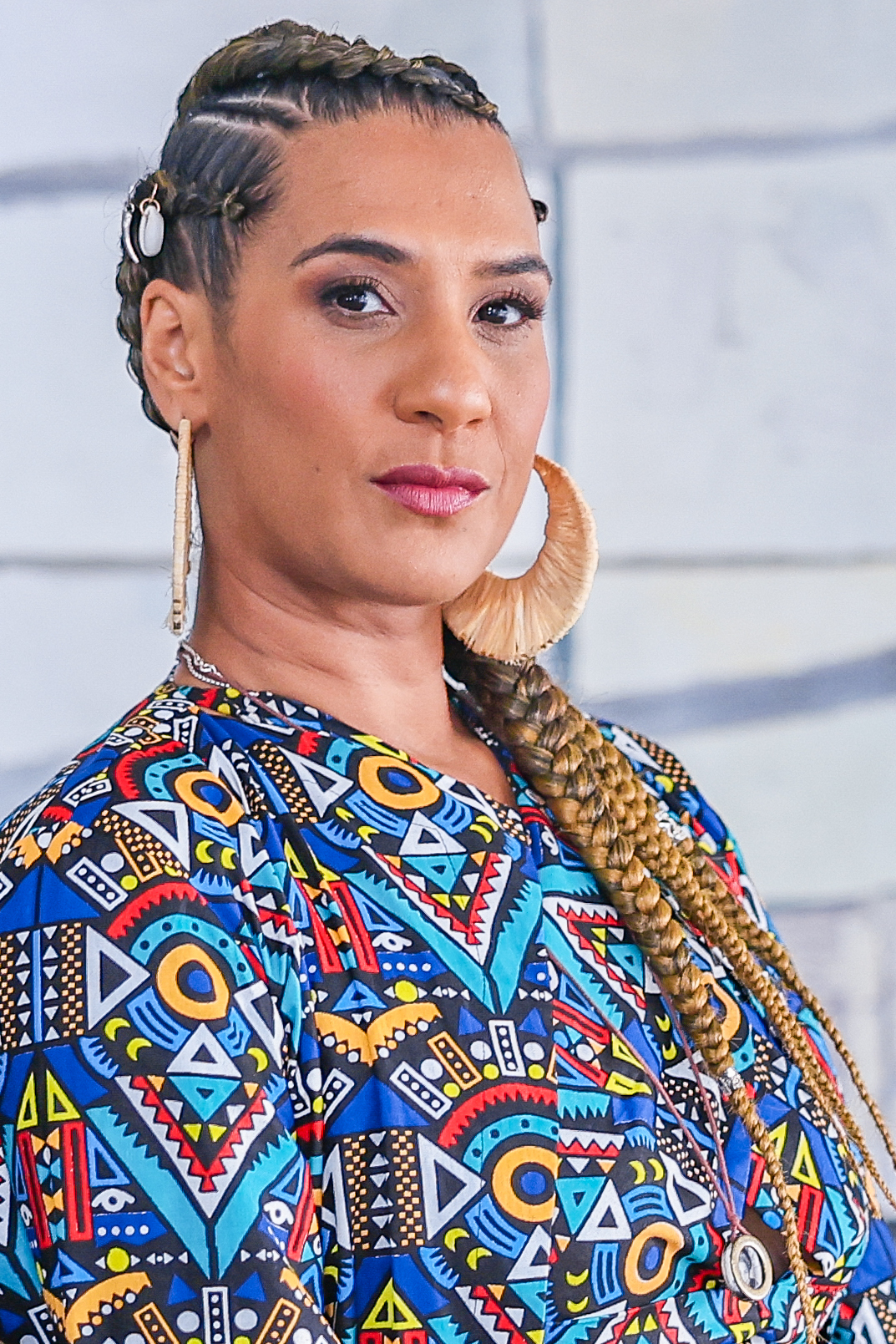
Anielle Franco, atual Ministra de Estado da Igualdade Racial.

Foi criado com a denominação de "Secretaria Especial de Políticas de Promoção da Igualdade Racial da Presidência da República" (SEPPIR), em 21 de março de 2003, durante o governo de Luiz Inácio Lula da Silva, na condição de secretaria vinculada à Presidência da República com status de ministério, tendo tido como primeira titular a ministra-chefe Matilde Ribeiro, assistente social e professora universitária paulista.
Em 2015, o governo Dilma Rousseff editou a medida provisória nº 696, de 2 de outubro 2015, por meio da qual a SEPPIR foi incorporada ao Ministério das Mulheres, da Igualdade Racial e dos Direitos Humanos, tornando-se uma das secretarias nacionais, junto com a "Secretaria de Direitos Humanos" e a "Secretaria de Políticas para as Mulheres", sendo rebaixada ao segundo escalão do governo federal.
Esta situação foi modificada, a partir de 2016, durante os governos Temer e Bolsonaro, com a exclusão do nome "igualdade racial" da nomenclatura da pasta ministerial responsável pela temática, situação que somente foi revertida com a eleição e posse de Luiz Inácio Lula da Silva, em outubro de 2022 e 1 de janeiro de 2023, respectivamente, com a nomeação de Anielle Franco para ocupar o cargo de ministra do "Ministério da Igualdade Racial".

## Ministros
| Nº      | Foto    | Nome                                       | Órgão                                                            | Início                  | Fim                     | Presidente                |
| ------- | ------- | ------------------------------------------ | ---------------------------------------------------------------- | ----------------------- | ----------------------- | ------------------------- |
| 1       |         | Matilde Ribeiro                            | Secretaria de Políticas de Promoção da Igualdade Racial (SEPPIR) | 21 de março de 2003     | 6 de fevereiro de 2008  | Luiz Inácio Lula da Silva |
| —       |         | Martvs Antonio Alves das Chagas (interino) | Secretaria de Políticas de Promoção da Igualdade Racial (SEPPIR) | 6 de fevereiro de 2008  | 20 de fevereiro de 2008 | Luiz Inácio Lula da Silva |
| 2       |         | Edson Santos                               | Secretaria de Políticas de Promoção da Igualdade Racial (SEPPIR) | 20 de fevereiro de 2008 | 31 de março de 2010     | Luiz Inácio Lula da Silva |
| 3       |         | Eloi Ferreira                              | Secretaria de Políticas de Promoção da Igualdade Racial (SEPPIR) | 31 de março de 2010     | 31 de dezembro de 2010  | Luiz Inácio Lula da Silva |
| 4       |         | Luiza Bairros                              | Secretaria de Políticas de Promoção da Igualdade Racial (SEPPIR) | 1 de janeiro de 2011    | 1 de janeiro de 2015    | Dilma Rousseff            |
| 5       |         | Nilma Lino Gomes                           | Secretaria de Políticas de Promoção da Igualdade Racial (SEPPIR) | 1 de janeiro de 2015    | 1 de outubro de 2015    | Dilma Rousseff            |
| Extinto | Extinto | Extinto                                    | Extinto                                                          | 1 de outubro de 2015    | 12 de maio de 2016      | Dilma Rousseff            |
| Extinto | Extinto | Extinto                                    | Extinto                                                          | 12 de maio de 2016      | 1 de janeiro de 2019    | Michel Temer              |
| Extinto | Extinto | Extinto                                    | Extinto                                                          | 1 de janeiro de 2019    | 1 de janeiro de 2023    | Jair Bolsonaro            |
| 6       |         | Anielle Franco                             | Ministério da Igualdade Racial                                   | 1 de janeiro de 2023    | —                       | Luiz Inácio Lula da Silva |

## Estrutura organizacional

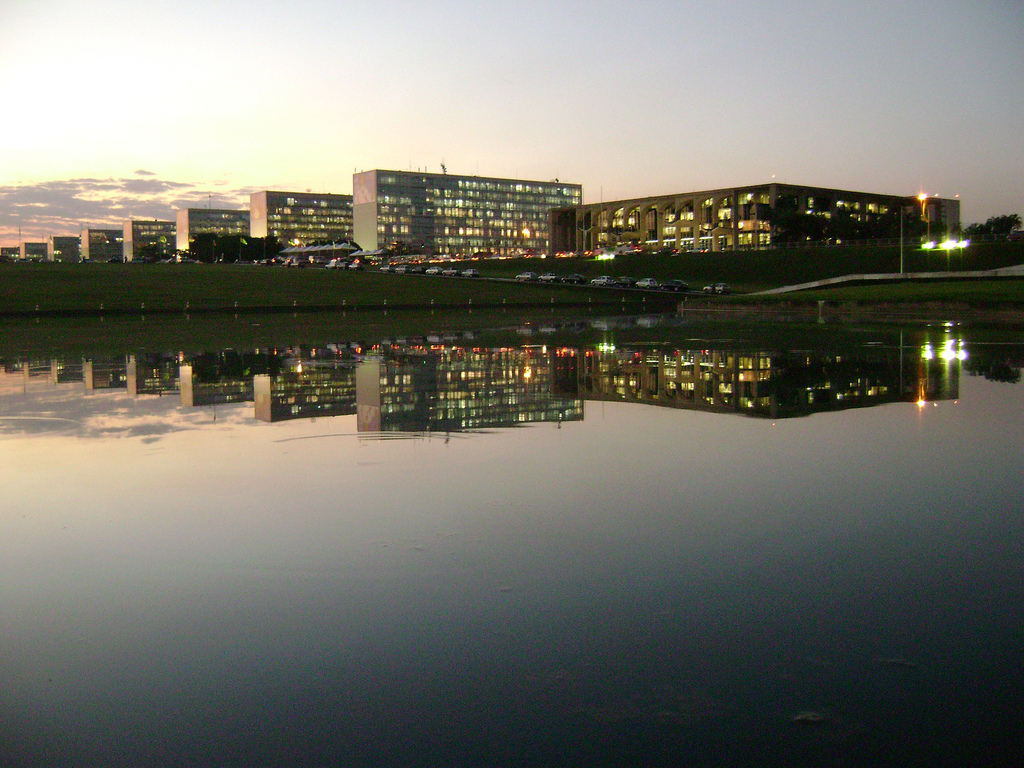
Esplanada dos Ministérios refletida na piscina do Congresso Nacional, em Brasília.

Em razão do longo período em que esteve incorporado a outra pasta, se encontra em processo de reimplantação devendo seguir a estrutura organizacional dos demais ministérios brasileiros que são compostos pelos seguintes órgãos e unidades:
- Órgãos de assistência direta e imediata: Gabinete do(a) Ministro(a); Secretaria-Executiva; Assessoria Especial de Controle Interno (AECI); e Consultoria Jurídica (CONJUR)
- Órgãos específicos singulares: Secretarias temáticas que formam o segundo escalão do governo federal (estas se subdividem em Departamentos especializados que formam o terceiro escalão)

### Órgãos colegiados
Já possuiu ou possui os seguintes colegiados administrativos com funções consultivas, deliberativas e normativas sob sua responsabilidade:
- Conselho Nacional de Promoção da Igualdade Racial (CNPIR)